# The Capture
The Capture é um filme estadunidense de 1950, do gênero drama, dirigido por John Sturges e estrelado por Lew Ayres e Teresa Wright.

## A produção
Escrito e produzido por Niven Busch, na época marido de Teresa Wright, a película às vezes parece um faroeste, outras um filme de mistério e outras, romance. Esta perda de foco não afastou totalmente os espectadores e o filme foi um dos poucos lançamentos da RKO Radio Pictures a dar algum lucro no ano — modestos 70 000 dólares em valores da época.
O diretor Sturges, futuro mestre dos filmes de ação, já trabalhara no estúdio como montador.

## Sinopse
México. Lin Vanner, gerente de pequena companhia de petróleo norte-americana, mata um trabalhador suspeito de ter roubado a folha de pagamento da empresa. Quando descobre que o homem podia ser inocente, Vin apaixona-se e casa-se com sua viúva. No entanto, sua consciência obriga-o a descobrir a verdade, o que leva a outra morte acidental. Acusado de assassinato, Vin transforma-se em fugitivo, exatamente como sua primeira vítima.

## Elenco
| Ator/Atriz       | Personagem                 |
| ---------------- | -------------------------- |
| Lew Ayres        | Lin Vanner / Lindley Brown |
| Teresa Wright    | Ellen Tevlin Vanner        |
| Victor Jory      | Padre Gomez                |
| Jacqueline White | Luana Ware                 |
| Jimmy Hunt       | Mike Tevlin                |
| Barry Kelley     | Earl C. Mahoney            |
| Duncan Renaldo   | Carlos                     |
| William Bakewell | Herb Tolin                 |
| Milton Parsons   | Homem magro                |
| Frank Matts      | Juan                       |
| Felipe Turich    | Juan Valdez                |
| Edwin Rand       | Sam Tevlin                 |